# Шедевр
Шеде́вр (от фр. chef-d’œuvre — главный труд) — оценочная эстетическая категория, означающая принадлежность рассматриваемого предмета к некой высшей степени совершенства: уникальное, непревзойденное творение, непревзойдённое достижение искусства, мастерства. Шедеврами чаще всего называют произведения изобразительного искусства и архитектуры, реже — науки и техники.

## История понятия
В средневековье шедевром называли образцовое изделие, которое, согласно уставу ремесленного цеха, должен самостоятельно и на собственные средства выполнить подмастерье, чтобы получить звание мастера. «Шедевры» вначале создавали сами мастера, стремясь сделать их посложнее, с «секретами», дабы проэкзаменовать ученика. С XIV века  «шедевры» были обязаны предоставлять живописцы и скульпторы. Будущие архитекторы («мастера каменотёсов»: magister latomorum, и каменщики: cementarius) выполняли модель здания. Причём обычными были конкурсные соревнования претендентов и самих мастеров, как и школяров в университетах. Этот обычай происходит от античного агона. Потомственные мастера освобождались от подобного экзамена. Некоторые «шедевры», созданные средневековыми мастерами, например немецкими златокузнецами, ныне составляют гордость многих музеев мира.
Система цехов с предъявлением шедевра («одобренного образца работы») существовала в России со времён Петра I и формально до 1900 года. Позднее слово «шедевр» приобрело новые значения: непревзойдённое в техническом и художественном отношении, уникальное произведение искусства, художественная ценность которого намного превосходит его материальную стоимость (фр. de longue  durée — непреходящего значения). Иногда используют тавтологическое определение: (фр. beau idéal) — «прекрасный идеал».
Критерии шедевров в искусстве трудноопределимы и тяжело поддаются кодификации. Как правило, имеется в виду соразмерность формы, классичность, т.е. равновесие противоположных качеств: экспрессивности и уравновешенности, динамики и статики, симметрии и асимметрии. Ясно, что эти критерии детерминируются историческим временем, но они не зависят от того или иного направления или стиля. Свои шедевры есть в античном и средневековом искусстве, в классицизме и барокко, в импрессионизме и постимпрессионизме, модернизме и постмодернизме.
Даже научные работы и учебные пособия, пытаясь дать внятное определение шедевра, прибегают к выражениям, максимально далёким от научного стиля и напоминающим скорее поэтический язык художественного произведения, чем аналитический текст.

...совершенное ― это состояние, в абсолютной форме выразившее сущность, полноту данного явления. В совершенном заключены процесс, время и движение, в которых оно возникло, они в нем реализованы. Но само совершенное уже состояние, вершина и абсолют, существующий как таковой. В совершенном есть некая тайна, как в улыбке «Джоконды» Леонардо да Винчи. Казалось бы, в этом шедевре всё завершено и ясно, но что-то остается в нём неуловимое, зовущее нас в глубины бытия. Это та абсолютная полнота, которая всё время ускользает от нас и заставляет вновь и вновь погружаться в него.— Евгений Яковлев, Эстетика (2003 г.)